# Hypolycaena dictaeella
Hypolycaena dictaeella är en fjärilsart som beskrevs av Embrik Strand 1913. Hypolycaena dictaeella ingår i släktet Hypolycaena och familjen juvelvingar. Inga underarter finns listade i Catalogue of Life.